# 東京都公安委員會
東京都公安委員會（日语：／ Tōkyōto kō'an-i'inkai */?）是由日本東京都知事所轄，負責管理警視廳的行政委員會。委員會由五人組成，其所在地位於東京都千代田區霞關二丁目2番1號。

## 組織架構
- 委員長
  - 渡邊佳英
- 委員
  - 北井久美子
  - 山口徹
  - 中村滋

## 下級機關
- 警視廳

## 外部連結
- 東京都公安委員会 （页面存档备份，存于）